# Dillaz (rapper)
André Filipe Chapelas Neto (Alcabideche, 5 de maio de 1991), conhecido por Dillaz, é um rapper e produtor português. Ganhou reconhecimento no contexto do hip-hop português, tornando-se uma figura proeminente dentro desse cenário musical.
Em fevereiro de 2024, o seu terceiro álbum, O Próprio, estreou-se no primeiro lugar do top nacional de álbuns da Associação Fonográfica Portuguesa e ficou na posição cimeira do top durante mais seis semanas não-consecutivas. Para além disso, O Próprio tornou-se no álbum de um artista português mais escutado de sempre no Spotify no dia de lançamento, batendo um recorde pertencente ao álbum Afro Fado, de Slow J, que tinha conseguido esse feito em novembro de 2023. O Próprio atingiu o estatuto de Disco de Ouro.

## Discografia

### Mixtapes
1. Sagrada Família Vol. 1 (2011)
2. Sagrada Família Vol. 2 (2013)

### Extended plays
1. Cria Actividade (2014)

### Álbuns
1. Reflexo (2016)
2. Oitavo Céu (2022)[8][9]
3. O Próprio (2024)[10]

### Singles
| Ano de lançamento | Título                  | Posição mais alta POR | Álbum      |
| ----------------- | ----------------------- | --------------------- | ---------- |
| 2014              | "Homem Da Sirene"       | (top não existente)   | —          |
| 2018              | "1100 Cegonhas"         | —                     | —          |
| 2019              | "Gravidade" (com Lhast) | —                     | —          |
| 2020              | "Conto"                 | 13                    | —          |
| 2020              | "O Bicho"               | —                     | —          |
| 2020              | "Galileu"               | 14                    | Oitavo Céu |
| 2021              | "Juvena"                | 25                    | Oitavo Céu |
| 2022              | "Maçã"                  | 8                     | Oitavo Céu |
| 2023              | "Colãs"                 | 11                    | O Próprio  |
| 2024              | "Hello"                 | 7                     | O Próprio  |

### Outras faixas
| Ano de lançamento | Título                             | Posição mais alta POR | Ano de entrada na tabela | Ano da posição mais alta | Álbum      |
| ----------------- | ---------------------------------- | --------------------- | ------------------------ | ------------------------ | ---------- |
| 2016              | "Mo Boy"                           | 28                    | 2019                     | 2023                     | Reflexo    |
| 2022              | "Oitavo Céu"                       | 20                    | 2022                     | 2022                     | Oitavo Céu |
| 2022              | "Mango"                            | 16                    | 2022                     | 2022                     | Oitavo Céu |
| 2022              | "Interlúdio"                       | 90                    | 2022                     | 2022                     | Oitavo Céu |
| 2022              | "Papaia"                           | 7                     | 2022                     | 2022                     | Oitavo Céu |
| 2022              | "Genebra"                          | 18                    | 2022                     | 2022                     | Oitavo Céu |
| 2022              | "Faroleiro"                        | 33                    | 2022                     | 2022                     | Oitavo Céu |
| 2022              | "Avioneta"                         | 27                    | 2022                     | 2022                     | Oitavo Céu |
| 2024              | "Gangsta"                          | 6                     | 2024                     | 2024                     | O Próprio  |
| 2024              | "Agiota"                           | 10                    | 2024                     | 2024                     | O Próprio  |
| 2024              | "O Próprio"                        | 8                     | 2024                     | 2024                     | O Próprio  |
| 2024              | "Vivo"                             | 13                    | 2024                     | 2024                     | O Próprio  |
| 2024              | "Nota 100" (com Julinho KSD)       | 2                     | 2024                     | 2024                     | O Próprio  |
| 2024              | "Cantona"                          | 3                     | 2024                     | 2024                     | O Próprio  |
| 2024              | "Cinha"                            | 12                    | 2024                     | 2024                     | O Próprio  |
| 2024              | "Qualquer-Feira" (com Zeca e Tiwi) | 17                    | 2024                     | 2024                     | O Próprio  |
| 2024              | "Hello"                            | 7                     | 2024                     | 2024                     | O Próprio  |
| 2024              | "Pé no Mar"                        | 20                    | 2024                     | 2024                     | O Próprio  |
| 2024              | "Alô" (com Plutonio)               | 1 (três semanas)      | 2024                     | 2024                     | O Próprio  |
| 2024              | "No Fumo No Trabajo (Skit)"        | 26                    | 2024                     | 2024                     | O Próprio  |
| 2024              | "Habibi"                           | 1 (três semanas)      | 2024                     | 2024                     | O Próprio  |
| 2024              | "Hennessy"                         | 13                    | 2024                     | 2024                     | O Próprio  |

### Singlescomo artista convidado
| Ano  | Artista principal | Título                 | Posição mais alta POR | Álbum               |
| ---- | ----------------- | ---------------------- | --------------------- | ------------------- |
| 2017 | Regula            | "Wake n Bake"          | —                     | Unplugged (Ao Vivo) |
| 2017 | Lhast             | "O Clima"              | —                     | —                   |
| 2018 | Zeca              | E Agora                | —                     | —                   |
| 2023 | Bárbara Bandeira  | "Carro (feat. Dillaz)" | 1 (quatro semanas)    | Finda               |

## Prémios
| Ano  | Premiação                           | Prémio                   | Trabalho                              | Resultado |
| ---- | ----------------------------------- | ------------------------ | ------------------------------------- | --------- |
| 2024 | MTV Euope Music Awards              | Melhor Artista Português | —                                     | Indicado  |
| 2025 | Play - Prémios da Música Portuguesa | Melhor Artista Masculino | —                                     | Indicado  |
| 2025 | Play - Prémios da Música Portuguesa | Canção do Ano            | "Alô" (com Plutonio)                  | Indicado  |
| 2025 | Play - Prémios da Música Portuguesa | Canção do Ano            | "Carro" (Bárbara Bandeira com Dillaz) | Indicado  |
| 2025 | Play - Prémios da Música Portuguesa | Melhor Álbum             | O Próprio                             | Venceu    |

## Vida Pessoal
Apesar do seu sucesso no mundo da música, Dillaz mantém grande parte de sua vida pessoal fora dos holofotes. Ele é conhecido por ser um artista discreto, focado apenas na sua música e no impacto que ela pode ter na sociedade.
É pai de dois filhos.
Desde 2024 que Dillaz namora com a cantora pop Bárbara Bandeira, com quem colaborou em "Carro", single de 2023 lançado por Bandeira.